# Červená hora
Červená hora är ett berg i Tjeckien. Det ligger i den östra delen av landet, 190 km öster om huvudstaden Prag. Toppen på Červená hora är 1 337 meter över havet, eller 132 meter över den omgivande terrängen. Bredden vid basen är 1,7 km. Červená hora ingår i Hrubý Jeseník.
Terrängen runt Červená hora är huvudsakligen kuperad.Runt Červená hora är det glesbefolkat, med 11 invånare per kvadratkilometer. Närmaste större samhälle är Jeseník, 10,6 km nordost om Červená hora. I omgivningarna runt Červená hora växer i huvudsak blandskog.